# Скот Паркър
Скот Матю Паркър (на английски: Scott Matthew Parker) е бивш английски футболист и сегашен треньор, роден на 13 октомври 1980 г. в Лондон, Англия.
Треньорът му във Фулъм, Мартин Йол, определя Паркър като „полузащитник, който работи неуморно за отбора си и е фантастичен играч както с топка, така и без топка“. 

## Клубна кариера
Скот Паркър е роден в Ламбет, Лондон. Започва професионалната си кариера в Чарлтън Атлетик през 1997 г. след като прекарва седем години в академията на клуба. Печели Висшата лига на Англия с Челси през сезон 2004/05. Играе за Нюкасъл Юнайтед и под наем за Норич Сити. 
Играе четири години за Уест Хам Юнайтед преди да премине в Тотнъм Хотспър през 2011 г. В последната си година в Уест Хам е избран за Футболист на годината на Асоциацията на футболните журналисти (Football Writers’ Association). 
На 19 август 2013 г. преминава от Тотнъм Хотспър във Фулъм за неоповестена сума, подписвайки тригодишен договор. 

## Треньорска кариера

### Фулъм

#### 2018–19: Треньор на първия отбор и временен мениджър
Скоро, след като прекратява футболната си кариера, Паркър се завръща в Тотнъм Хотспър, тренирайки техните under-18 squad, както и да бъде обявен за посланик на клуба. През Юли 2018, Паркър напуска Тотнъм Хотспър за да се завърне във Фулъм, които тъкмо са спечелили промоция за Premier League, като треньор в първият отбор, работейки заедно с бившият си треньор Slaviša Jokanović.
e,after%20being%20hammered%20by%20Watford%20at%20Vicarage%20Road.|title=Watford 4–1 Fulham: Cottagers relegated from Premier League with five games still to play|publisher=BBC Sport|date=2 April 2019|access-date=6 May 2021}}</ref>

#### 2019–21: Premier League promotion and relegation
After speculation arose over who would replace Ranieri on a permanent basis following relegation, chairman Shahid Khan appointed Parker as manager permanently on a two-year contract. Parker was able to retain the majority of his players, despite relegation, with star striker Aleksandar Mitrović signing a new contract during the summer. During his first season in charge, the COVID-19 pandemic resulted in all English sport being suspended from March until June 2020; Fulham ultimately finished the season in fourth place, missing out on automatic promotion by two points, thus qualifying to the promotion play-offs. After defeating Cardiff City over two legs in the semi-finals, they beat Brentford in the play-off final to achieve promotion back to the Premier League at the first time of asking.

### Борнемут

#### 2021-22: Втора промоция за Висшата лига
Същият ден в който Паркър напуска Фулъм, е представен като мениджър на Борнемут, заменяйки Jonathan Woodgate с договор за три години. След като печели 13 точки от възможни 15, Паркър печели наградата на лигата Manager of the Month award за Септември 2021.Паркър печели наградата отново през Ноември след като извежда Борнемут до пет победи от пет мача, допускайки само един гол. Паркър извежда Борнемут обратно до промоция във Висшата лига след две годишно прекъсване, в първият си сезон като мениджър. Борнемут завършва на второ място след Фулъм, като си осигурява промоцията на 3 Май един кръг преди края на шампионата след победа с 1:0 над четвъртият в класирането Nottingham Forest.

#### 2022-23: Висша лига и уволнение
Борнемут печелят първият мач след завръщането си, побеждавайкив Aston Villa 2:0 вкъщи на 6-ти Авхуст. След тази победа, отборът загуби следващите 3 срещи с общ резултат 16-0, загуба с 4-0 от Manchester City, 3-0 от Arsenal, преди 9-0 loss away at Liverpool, да изравнят рекордна победа(загуба) в историята на Висшата лига. Parker expressed his frustrations following the Liverpool match, stating the club was currently "unequipped" for the Premier League. Two days later, Parker was sacked as head coach.
Играе за националния отбор на Англия. в периода от 2003 до 2006 и има записани 3 мача.
Записва три мача като титуляр на Евро 2012. 

## Национален отбор
Играе за националния отбор на Англия. в периода от 2003 до 2006 и има записани 3 мача.
Записва три мача като титуляр на Евро 2012. 